# Броварки (Золотоніський район)
Брова́рки — село в Україні, у Золотоніському районі Черкаської області. Входить до складу Гельмязівської сільської громади. Населення — 383 чоловіка.
Село розташоване за 30 км на північний захід від районного центру — міста Золотоноша. Простягнулося воно всього на один кілометр. Сусідять Броварки із Богданами, Калениками, Малинівщиною. Нині в Броварках 166 дворів.

## Історія
Броварки одне з наймолодших сіл Золотоніщини. Перепис 1900 року ще не фіксує його. Перша згадку про Броварки зустрічається в матеріалах третього подвірного перепису за 1910 рік. Отож, цей населений пункт, імовірно, виник між 1900 і 1910 роками.
В історичних джерелах Броварки значаться як хутір у 1850 р., що належав Гельмязівській волості. Відомий краєзнавець М. Ф. Пономаренко вважає, що назва хутора походить від прізвища його засновника Броварка. Існують й інші версії: назва села пов'язана із заняттями його жителів або ж це поселення заснували переселенці з Броварів.
На 1910 рік у Броварках був 21 двір — 13 козацьких і 8 селянських. Проживало на хуторі 120 жителів, серед них лише один представник інтелігенції.
У 1911 році у хуторі Броварки жила 51 особа (24 чоловічої та 27 жіночої статі)
У роки НЕПу хутір увійшов до створеного у 1923 році Гельмязівського району. За переписом 1926 року тут налічувалося 56 господарств, населення Броварок збільшилося майже втричі і склало 330 мешканців.
У 1929 році, під час примусової колективізації було створено колгосп. Голодомор 1932—1933 років обірвав життя майже третини броварківчан. Свідки того страшного лиха згадують про неодинокі випадки людоїдства на хуторі.
У роки радянсько-німецької війни 60 хуторян пішли на фронт, 40 з них загинули. Десятки були вивезені на роботи до Німеччини.
У 1955 року Гельмязів, Каленики, Броварки, Богдани, Малинівщина об'єднали свої землі в єдине колективне господарство. Через три роки воно розпалось, і на його руїнах виник колгосп «Іскра» у складі Броварок і Малинівщини. Господарство спеціалізувалось з вирощування овець: на 1993 рік поголів'я було доведено до 9200 голів. Колгосп «Іскра» реорганізувався в КСГП, СТОВ. Сьогодні це ДП АФ «Іскра» в співпраці з «ЕНЕРГОТРАНСІНВЕСТ ХОЛДІНГ».

## Сучасність
У селі працюють такі соціальні об'єкти: фельдшерсько-акушерський пункт, навчально-виховний комплекс, будинок культури, бібліотека. Село газифіковано.